# Али, Алаа
Алаа Али Мхави (Махави) (англ. Alaa Ali Mhawi (Mahawi); 3 июня 1996) — иракский футболист, правый защитник клуба «Аль-Шорта».

## Карьера

### Клубная карьера
На клубном уровне выступает за багдадскую «Аль-Завраа». В сезоне 2015/16 стал чемпионом Ирака, в финальном турнире за чемпионство принял участие в шести из семи матчей и забил победный гол в принципиальном матче против земляков из «Аль-Кува». Также в этом сезоне стал финалистом Кубка страны, принимал участие в финальном матче, в котором его клуб уступил «Аль-Куве».

### Карьера в сборной
Принимал участие в юношеском (U17) чемпионате мира 2013 года, на котором сыграл два матча, сборная Ирака не смогла выйти из группы. В 2014 году участвовал в чемпионате Азии среди 19-летних, сыграл все три матча своей команды и в игре против Северной Кореи (1:2) забил гол престижа на 93-й минуте, иракцы также не смогли выйти из группы.
На молодёжном (U23) чемпионате Азии 2016 года сыграл в пяти матчах, его команда стала бронзовым призёром. В четвертьфинальном матче с ОАЭ на 75-й минуте забил гол в свои ворота, тем самым открыв счёт, но команда Ирака смогла одержать волевую победу.